# تيموثي جوزيف لين
تيموثي جوزيف لين (بالإنجليزية: Timothy Joseph Lyne)‏ هو كاهن كاثوليكي أمريكي، ولد في 21 مارس 1919 في شيكاغو في الولايات المتحدة، وتوفي بنفس المكان في 25 سبتمبر 2013.